# سارلينزباخ
سارلينزباخ (بالألمانية: Sarleinsbach) هي بلدية في منطقة روهرباخ في ولاية النمسا العليا.